# Seix
Seix település Franciaországban, Ariège megyében. Lakosainak száma 743 fő (2022. január 1.). Seix Bethmale, Bordes-Uchentein, Couflens, Oust, Sentenac-d’Oust, Soueix-Rogalle, Ustou és Alt Àneu községekkel határos.

## Népesség
A település népessége az elmúlt években az alábbi módon változott:
| Lakosok száma | 1032 | 953  | 806  | 792  | 751  | 711  | 702  | 708  | 704  | 743  |
|               | 1968 | 1982 | 1990 | 2006 | 2013 | 2015 | 2017 | 2019 | 2020 | 2022 |